# Appeltern
Appeltern é uma cidade pertencente ao município de West Maas en Waal, na província de Guéldria, nos Países Baixos, e está situada a 9 km ao nordeste de Oss.
Em 2001, a cidade de Appeltern tinha 820 habitantes e sua área urbana contava com 159 residências em 0.14 km².